# Teddy Stanaway-Teo
Pas d'image ? Cliquez ici

a Compétitions nationales et continentales officielles uniquement.

b Matchs officiels uniquement.
Dernière mise à jour le 9 mai 2025.
Teddy Stanaway-Teo, né le 3 août 1989 à Rotorua (Nouvelle-Zélande), est un joueur néo-zélandais de rugby à XV et à sept évoluant principalement au poste de centre.

## Carrière

### En club
Teddy Stanaway-Teo commence sa carrière professionnelle en Nouvelle-Zélande avec la province d'Auckland avant de rejoindre Bay of Plenty.
Il quitte la Nouvelle-Zélande en juillet 2018 pour rejoindre la France et la Pro D2 avec le club d'Oyonnax rugby.
Après une saison, il rejoint le Stade rochelais en tant que joker coupe du monde de Levani Botia et Kini Murimurivalu. Il ne joue aucun match lors de son passage.
Il est mis à l'essai en janvier 2020 par le RC Vannes mais n'est pas conservé. Il part finir la saison 2019-2020 avec le CM Floirac en Fédérale 2 mais il ne joue que peu de matchs en raison de l'arrêt du championnat à cause de la pandémie de Covid-19.
Il s'engage avec le Stado Tarbes Pyrénées rugby, évoluant en Nationale, en juin 2020.
En août 2021, il participe avec Monaco rugby sevens à l'étape d'Aix-en-Provence lors du Supersevens 2021.
Après deux saisons à Tarbes, il rejoint l'USA Limoges en 2022. Il est immédiatement nommé capitaine de l'équipe, qui évolue en Nationale 2.
En 2023, après une unique saison à Limoges, il rejoint le club alsacien du RC Haguenau en Fédérale 3.

### En équipe nationale
Teddy Stanaway-Teo reprsénete la sélection cookienne des moins de 20 ans en 2008, avant d'être sacré champion du monde des moins de 20 ans en 2009 avec les Baby Blacks,.
Il représente ensuite la sélection néo-zélandaise à sept entre 2015 et 2018,. Il manque les Jeux olympiques de Rio en 2016 à cause d'une blessure.

## Palmarès
- Vainqueur du Championnat du monde junior en 2009.